# Rich Fownes
Richard Alexander Fownes (nacido el 26 de octubre de 1983) es un músico procedente de Brighton, Inglaterra. Actualmente, toca y compone para Bad For Lazarus y With Scissors. También toca en directo para UNKLE.
Se unió a The Eighties Matchbox B-Line Disaster tras la salida de Andy Huxley en 2005, pero en 2008 la abandonó para unirse a Nine Inch Nails. Sin embargo, el plan fracasó y fue sustituido por Justin Meldal-Johnsen.